# Joy Division
Joy Division és un grup de música que es va formar el 1977 sota l'explosió del punk a Anglaterra. Joy Division va arribar a ser la primera banda en el moviment post-punk, al ponderar no l'energia i el coratge sinó l'estat d'ànim i l'expressió, apuntant cap a l'aparició de la música melancòlica alternativa dels 80.
Malgrat que en els seus difícils inicis es faria passar Joy Division com un grup més, poc després van incorporar sintetitzadors (un tabú al món low-tech del punk dels 70) i melodies més fosques, emfatitzades per les vocalitzacions aïllades i torturades del seu cantant, Ian Curtis.

## Membres
- Ian Curtis – Veu, melòdica, guitarra (ocasional)
- Bernard Sumner – guitarra, teclats, sintetitzador, baix (ocasional)
- Peter Hook – baix, guitarra (ocasional)
- Stephen Morris – bateria, bateria electrònica, percussió

## Discografia
Àlbums d'estudi
- Unknown Pleasures (1979)
- Closer (1980)